# Tom Clancy's Ghost Recon 2: Summit Strike
Tom Clancy's Ghost Recon 2: Summit Strike è un'espansione del gioco Tom Clancy's Ghost Recon 2.